# Rumba criolla
El origen del término “Rumba” es incierto, pero una de las hipótesis dice que viene de una feminización del término griego Rombos (ῥόμβος) el cual hace referencia a el movimiento que hace un artefacto adivinatorio.
Su origen, en tema de rítmo musical, está en la cultura flamenca donde se combinaron los ritmos de Cuba junto con el flamenco. Esta unión viaja a través del océano atlántico hasta llegar a América en donde se empieza a trasladar por el continente. Tiene orígenes derivados de la rumba cubana, los estudios dan indicio de que este ritmo llegó a Colombia sobre los años 30.
Se dice que el primer precursor de la rumba criolla fue el maestro Emilio Sierra, conocido como el padre de la rumba criolla y quien interiorizo aquellos aires musicales dentro de un ritmo que, poco a poco, se convertiría en icono musical del centro del país, siendo la rumba criolla decretada como ritmo autóctono del centro del país más en especial del municipio de Fusagasugá. 

## Llegada a América
La “Rumba” llegó a América en el proceso de colonización, creado en las Antillas y entrando por Cuba donde se combina con elementos de las culturas mestizas y africanas. La palabra "Rumba" llega a América latina por medio de la isla y se traslada hacia el sur por Nicaragua, Honduras, Panamá y Venezuela hasta llegar a Colombia

## Indumentaria de la Rumba criolla
Existen dos tendencias de indumentaria para el baile de la “Rumba Criolla” , que varían según el grupo social en donde se realiza el baile. El vestuario de la zona urbana, generalmente comercial y elitista está caracterizado por la influencia del color negro, compuesto de faldones largos y anchos, blusa amplia, un chal negro y un sombrero del mismo color. Predominan los vestidos elaborados y la uniformidad.
Reconocida:
- La Rumba  Antioqueña:  con una métrica  4/4,  influenciada directamente por la Rumba Cubana,  tiene fuerte representación en los municipios de Bello y Girardota,  entre otros.
- La Rumba Cundí boyacense: con una métrica de 3/4, con un alto impacto en el sector rural,  siendo el segundo ritmo de más fuerza después del torbellino y con dos tendencias como son La Rumba campesina y la Rumba Guasca.
- La Rumba Criolla Tolimense:  con una métrica de 6/8 y algunas influencias del Bambuco, fue iniciada por Milciades Garavito hacia la década del año 20 en el municipio de Fresno, la cual comenzó inicialmente con música urbana de salón elitista y poco a poco pasó a salón popular, extendiéndose finalmente a la zona rural en donde en medio de la autenticidad del campesino adquirió características propias en sus vestuarios y coreografías.

## La Rumba criolla en la cultura Frenense
Con la construcción del cable aéreo, Fresno conoció una época de crecimiento económico y poblacional sin precedentes. Gracias a esto, la ciudad contó con banda musical propia, que bajo la dirección y los alegres sones de Milciades Garavito Wheeler (oriundo de Fresno), obtuvo el primer puesto en el concurso nacional de bandas de aquella época.
La importancia de Milciades Garavito en la consolidación del folclor nacional, es todavía una tarea por reconocer. Se cuenta que por la década de los años treinta, llegó a Bogotá un ritmo extraño, parecido al bambuco pero que era diferente. A mediados del siglo XX el cine mexicano tiene una fuerte influencia en nuestro país y con él, se dio, a conocer la Rumba Cubana con sus famosas bailarinas y grupos musicales. Además eran los años dorados de la feria de Cali, evento que programa la participación de agrupaciones de Rumba Cubana ( Trío Matamoros, Trío la Rosa, etc..)
Los amigos de Don Milciades Garavito, entre ellos Alex Tovar, coincidieron en llamar al nuevo ritmo, “ Rumba Criolla”.
El primero en Grabar una Rumba Criolla, fue Don Emilio Sierra, músico reconocido amigo y pariente de Don Milciades Garavito.
Entre las Rumbas más conocidas, se encuentran:
- Mariquiteña - Milciades Garavito
- La Loca Margarita - Milciades Garavito

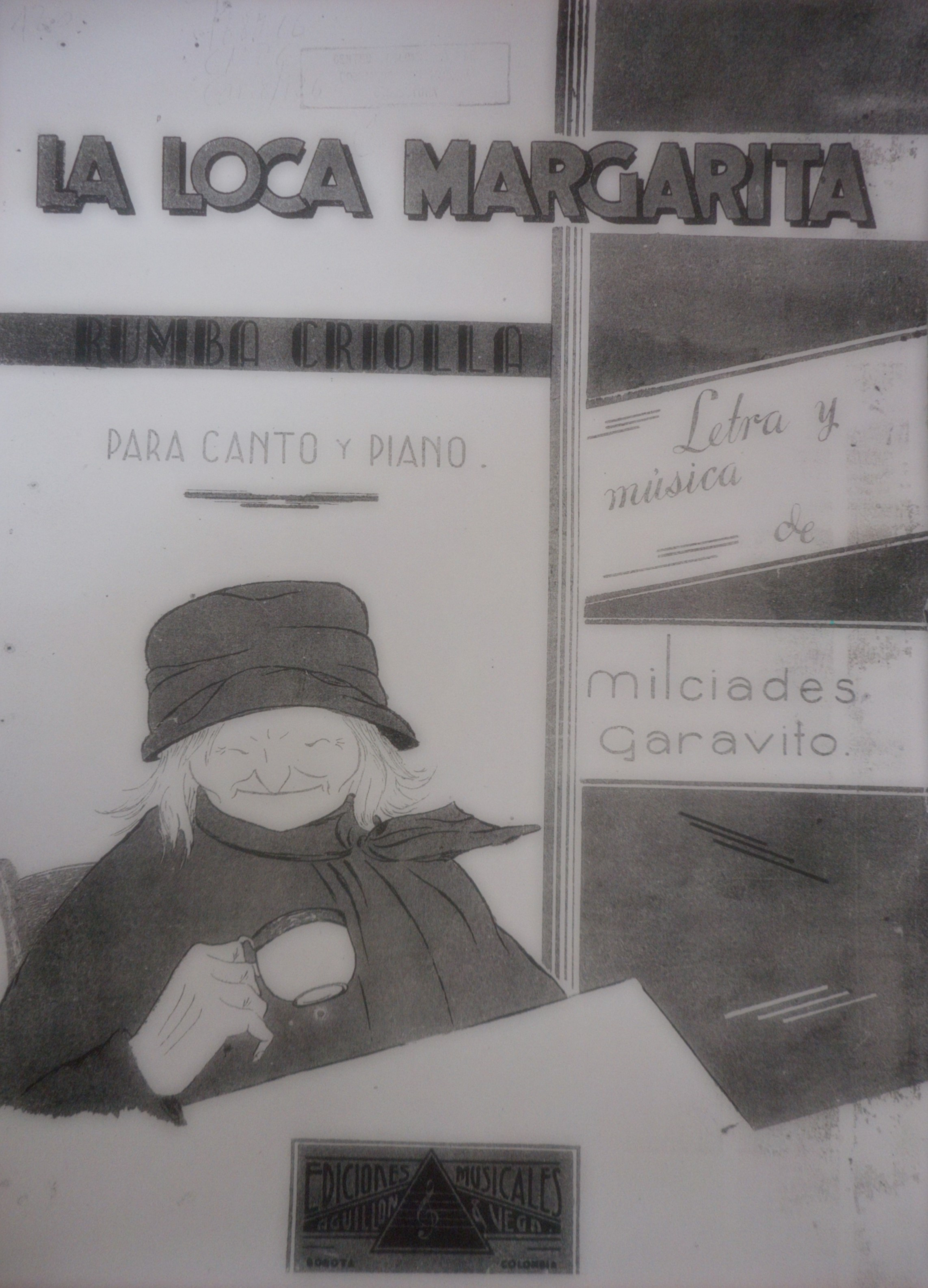
Portadilla de la partitura de la rumba criolla para piano y voz compuesta por Milciades Garavito

- Trago a los músicos - Emilio Sierra
- Tapetuza - Milciades Garavito
- La trepadora Milciades Garavito
- La polvareda Milciades Garavito
- Arrímale algo Gabriel U. y Alfonso Garavito
- Que vivan los novios Emilio Sierra
- Pedacito de cielo Víctor Julio Churuguaco
- La pascua Jorge Ariza
- Campesina de mi amor Antonio Silva Gómez
- La Turca - Ismael Enrique Rincón.
- El Gallo de Susanita Rumba Boliada
- a Juerguiar tocan Emilio Sierra
- cuidado con dormirse José Antonio alvarado
- Alegres bailemos Emilio Sierra
- que siga la fiesta Milciades Garavito

En Fusagasugá se celebra anualmente el "festival nacional de interpretes de la rumba criolla" donde asisten los mejores intérpretes musicales del país y se reúnen a homenajear este ritmo.
También en Fusagasuga se realiza el "reinado de la rumba criolla" certamen regional de belleza donde el objetivo principal es calificar, premiar y honrar el baile característico de ritmo. 
En Fresno se celebra el Festival Nacional de la Rumba Criolla, en homenaje a Milciades Garavito Wheller. Un encuentro que congrega a los mejores representantes del género musical de todo el país y a invitados especiales internacionales, en un despliegue de colorido y alegría.

## Milcíades Garavito Wheeler
Nació en Fresno, Tolima el 25 de julio de 1901, Hijo de Milciades Garavito Sierra; músico originario de la ciudad de Gachalá en el departamento de Cundinamarca; e Inés Wheeler, hija de migrantes ingleses. Fue un destacado compositor autor de mazurcas, polcas, marchas y entre ellas obras tradicionales colombianas la danza “Caprichos de ella” y los bambucos, “Villetano”, Buscarruidos”, “Inesita”, “Fiestas en Gachalá”, “Así eres tú”, además de piezas de carácter académico como "Oberturas Nómadas" y un nocturno para violín y piano. Además de compositor, fue director de la Orquesta Garavito, y se distinguió por su trato ameno y excelente humor. Milcíades Garavito Wheeler recibió de su padre la enseñanza de nota y solfeo, además desde su infancia dio muestras de su talento musical enredando en el pentagrama, el Vals “El Ensayo”, escrita en el año de 1916 cuando el compositor tenía 13 años e instrumentaba para la agrupación "La Palma", la cual dirigió a la edad de 19 años Esa inspiración precedió su carrera autoral, ya que 5 años después tomaría parte de la estructura de los ritmos nacionales como la rumba costeña, merengue, pasillo, torbellino, entre otros para concebir la Rumba Criolla, considerado uno de los más importantes de la región
En 1921 se radicó en Honda (Tolima) y, en compañía de su padre y sus hermanos Alfonso y Julio, formaron el cuarteto que más tarde se convertiría en la Orquesta Garavito. En 1928, después de un largo trabajo en el Tolima, el cuarteto se trasladó a Bogotá bajo la dirección de Milcíades Garavito Wheeler, posicionándose en un punto de reconocimiento en el país, sin embargo esta posición no quedó en más que en pequeñas y efímeras satisfacciones. Se casó con Esther Marín y tuvo tres hijas Stella, Gladys y Carola, esta última, madre de Alberto Camargo Garavito, quien heredó las habilidades de su abuelo. Cuando ya la muerte rondaba su alcoba, saltó del lecho de enfermo a terminar una orquestación para la popular “Gitanilla”: Esta vez el maestro no pudo cumplir el mandato de su inspiración, ya que el 23 de abril de 1953 el corazón del artista dejó de palpitar.
El maestro Milcíades Garavito Wheeler fue uno de los gestores del género de la Rumba criolla, logrando así crear un nuevo género que dio a luz la escena de la música Bogotana al país.

### Obras
- El ensayo
- Mariquiteña (Letra de Juan Escobar Navarro)
- La loca Margarita
- Chispas (Pasillo) : cortina del programa Carta de Colombia
- Del otro lado del río (Torbellino)
- ¿Ala cómo estás? (Porro)
- San Pedro en el Espinal (Bambuco) (Letra de Juan Francisco Reyes)

## La coreografía
En la coreografía de la rumba criolla en el Huila inicialmente se trabajó una proyección de lo que sería un rajaleña. Aunque es importante tener en cuenta que el rajaleña o cola picada es una respuesta que se recita en forma de copla a una que ya ha sido dicha anteriormente por por otra persona; es decir, cada copla es una respuesta, porque de lo contrario sería una serie de versos y entonces no podría llamársele rajaleña.
En su coreografía, se termina primero con la discusión provocada por el rajaleña y esto lo hace un hombre; posteriormente la mujer inicia con un cadereo y el hombre desde afuera de la figura van en busca de su pareja y se forman en dos hileras.  La primera invitación del baile se hace con el dedo meñique, y es un dato importante ya que el hecho de solo tomarse de los meñiques indica que aún no hay confianza, y por lo tanto la mujer solo ofrece su dedo en señal de cortesía.
El hombre toma a la mujer por la cintura pero sin acercarla mucho a él; y es en ese momento que inicia la danza así como inicia un diálogo de coqueteo y conquista de la pareja. Mientras las parejas juegan un poco con la dinámica del baile y se desplazan, se forma una figura en V con todas las parejas, a esto se le llama corazoneo. Ahora el hombre toma por la cintura a la mujer e intenta acercarla un poco más a su pecho  para denotar cierto tipo de confianza que ha escalado, además de continuar con ese diálogo de conquista. Mientras el hombre intenta seducirla, la mujer capta esta intención y saca los glúteos mientras que el hombre le siga la corriente; logrando así una danza que se baila con juego de roles, escenarios y posibles personajes que cuenten una historia. Durante el desarrollo del baile, la mujer emprende un tipo de perseguida donde el hombre va tras ella intentando levantarle el vestido y así tanto hombre como mujer se van haciendo una mejor idea de lo que significa su conquista.  Con sus gestos y sus manos, la mujer rechaza al hombre hasta desaparecer del escenario.